# 山銀リース
山銀リース株式会社（やまぎんリース）は、山形県山形市に本社を置く山形銀行系列のリース会社。

## 概要
県内他行が傘下リース会社を売却したなかにあって、唯一の地元金融機関の系列リース会社として取引先の業務効率化や、業容の拡大に貢献している。
また、鶴岡信用金庫、米沢信用金庫、山形信用金庫と業務提携を結んでいる。

## 事業所所在地
- 庄内営業所  - 酒田市みずほ2丁目20-6
- 置賜営業所  - 米沢市金池6丁目5-19